# Histoire du journalisme d'investigation
 (décembre 2021).
 (décembre 2021).
 (décembre 2021).
 (décembre 2021).
La mise en forme du texte ne suit pas les recommandations de Wikipédia : il faut le « wikifier ».
Les points d'amélioration suivants sont les cas les plus fréquents. Le détail des points à revoir est peut-être précisé sur la page de discussion.
- Les titres sont pré-formatés par le logiciel. Ils ne sont ni en capitales, ni en gras.
- Le texte ne doit pas être écrit en capitales (les noms de famille non plus), ni en gras, ni en italique, ni en « petit »…
- Le gras n'est utilisé que pour surligner le titre de l'article dans l'introduction, une seule fois.
- L'italique est rarement utilisé : mots en langue étrangère, titres d'œuvres, noms de bateaux, etc.
- Les citations ne sont pas en italique mais en corps de texte normal. Elles sont entourées par des guillemets français : « et ».
- Les listes à puces sont à éviter, des paragraphes rédigés étant largement préférés. Les tableaux sont à réserver à la présentation de données structurées (résultats, etc.).
- Les appels de note de bas de page (petits chiffres en exposant, introduits par l'outil «  Source ») sont à placer entre la fin de phrase et le point final[comme ça].
- Les liens internes (vers d'autres articles de Wikipédia) sont à choisir avec parcimonie. Créez des liens vers des articles approfondissant le sujet. Les termes génériques sans rapport avec le sujet sont à éviter, ainsi que les répétitions de liens vers un même terme.
- Les liens externes sont à placer uniquement dans une section « Liens externes », à la fin de l'article. Ces liens sont à choisir avec parcimonie suivant les règles définies. Si un lien sert de source à l'article, son insertion dans le texte est à faire par les notes de bas de page.
- La présentation des références doit suivre les conventions bibliographiques. Il est recommandé d'utiliser les modèles {{Ouvrage}}, {{Chapitre}}, {{Article}}, {{Lien web}} et/ou {{Bibliographie}}. Le mode d'édition visuel peut mettre en forme automatiquement les références.
- Insérer une infobox (cadre d'informations à droite) n'est pas obligatoire pour parachever la mise en page.

Pour une aide détaillée, merci de consulter Aide:Wikification.
Si vous pensez que ces points ont été résolus, vous pouvez retirer ce bandeau et améliorer la mise en forme d'un autre article.
 (décembre 2021).
- Si vous ne connaissez pas le sujet, laissez ce bandeau (vous pouvez alors contacter les auteurs).
- Si vous supprimez le contenu mis en cause (vous pouvez préalablement contacter les auteurs),

argumentez précisément cette suppression dans la page de discussion
(un manque de référence n'est pas un argument ; une recherche réelle de référence doit avoir été effectuée, être formellement documentée).
L'histoire du journalisme d'investigation a démarré dès le XIX
e siècle aux États-Unis puis été lancé en France que par Jacques Derogy, journaliste à L'Express dans les années 1960, qui s'est fait connaitre par l'affaire Ben Barka.

## XIXesiècle

### États-Unis

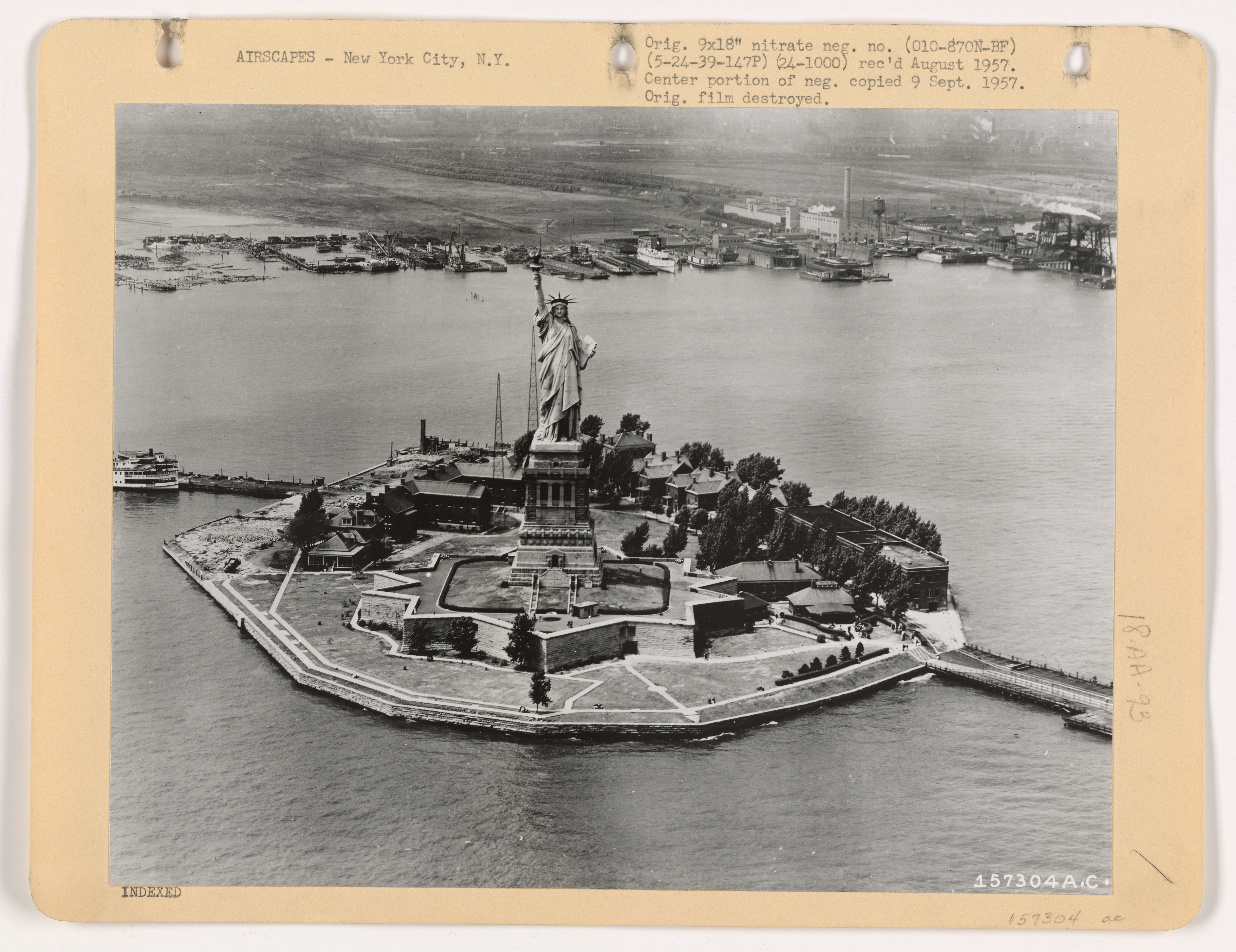
La statue de la liberté en 1917

Les pays anglo-saxons ont pris une longueur d'avance sur les autres via les journaux populaires d'information d'Edward Willis Scripps, fondateur de l'Empire de presse Scripps-Howard, et du journaliste américain Joseph Pulitzer. Ce dernier fut « le précurseur de la presse à sensation et d'investigation », dès le XIXe siècle, inspirant d'autres, qui comme lui ou William Randolph Hearst, ont construit des empires de presse sur ce concept. Joseph Pulitzer a en particulier opté très tôt pour « une presse d'investigation engagée », notamment lors de la reprise en 1883 du quotidien New York World de Jay Gould, alors en faillite. Il dénonce « la corruption et place de plus en plus haut la barre de la responsabilité sociale et du journalisme d’investigation ». Joseph Pulitzer avait pour politique d'exiger de ses rédacteurs qu'ils « vérifient rigoureusement leurs informations » et n'hésitent pas à mener l'enquête eux-mêmes quand elle est « négligée par la police ».
Militant pour la création d'un impôt sur le revenu américain mais aussi des taxes sur les produits de luxe et le patrimoine des plus riches, il « s'insurge contre les monopoles, les abus du patronat et les brutalités de la police », mais est aussi connu pour avoir élargi « les horizons du public américain en envoyant ses reporters partout dans le monde » et avoir récolté les dons nécessaires pour que la statue de la Liberté puisse « briller sur New York ». En 1884, c'est grâce au soutien de son quotidien, le New York World, que Grover Cleveland, le candidat démocrate, « remporte l'élection présidentielle américaine ».
Six ans après, en 1890, le World est le journal le plus lu de New York. Son actionnaire principal Joseph Pulitzer quitte la direction mais « continue à inonder ses rédactions de messages et d'instructions ». En 1895, il fait face à l'arrivée sur la scène new-yorkaise, William Randolph Hearst à la tête d'une immense fortune familiale et directeur d'un quotidien de San Francisco qu'il a réussi à renflouer, le San Francisco Examiner, lui aussi porté sur l'investigation.

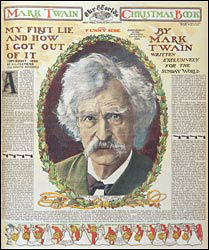
La couverture du New York World datant de Noël 1899, avec une histoire de Mark Twain.

La concurrence acharnée entre le New York World de Joseph Pulitzer et le New York Journal d'Hearst à la fin du XIXe siècle, ouvre l'ère du journalisme jaune (« yellow journalism »), dont le principal représentant, Hearst, privilégie le sensationnalisme et n'hésite pas à propager des fake news. Les journaux de la Scripps Company de Charles E. Scripps participent également à cette course à l'information puis à la création de la « United Press (association) », agence de presse qui concurrence la New York Associated Press puis s'allie secrètement avec elle, avant de devoir finalement s'effacer devant une nouvelle Associated Press, unifiée en 1892 et procéder à une liquidation en 1897,.

### France

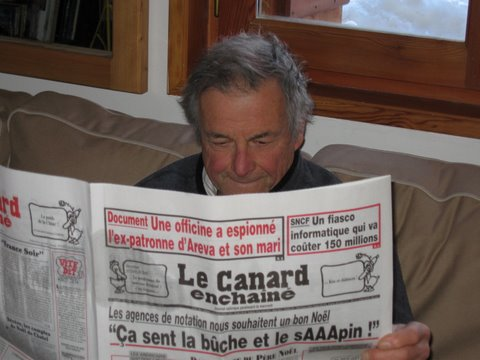
Un lecteur du Canard enchaîné. On aperçoit les gros titres sur la première page.

En France, la jurisprudence de la loi de 1881 a d'abord permis de protéger le journalisme d'enquête via un cadre juridique qui s'est progressivement stabilisé par une jurisprudence détaillée, et ce ne sera que plus tard xxie siècle, qu'il se transformera en moyen d'intimidation, selon un documentaire de Reporters sans frontières diffusé en 2021, "Le Système B".[réf. nécessaire]

## XXesiècle

### États-Unis

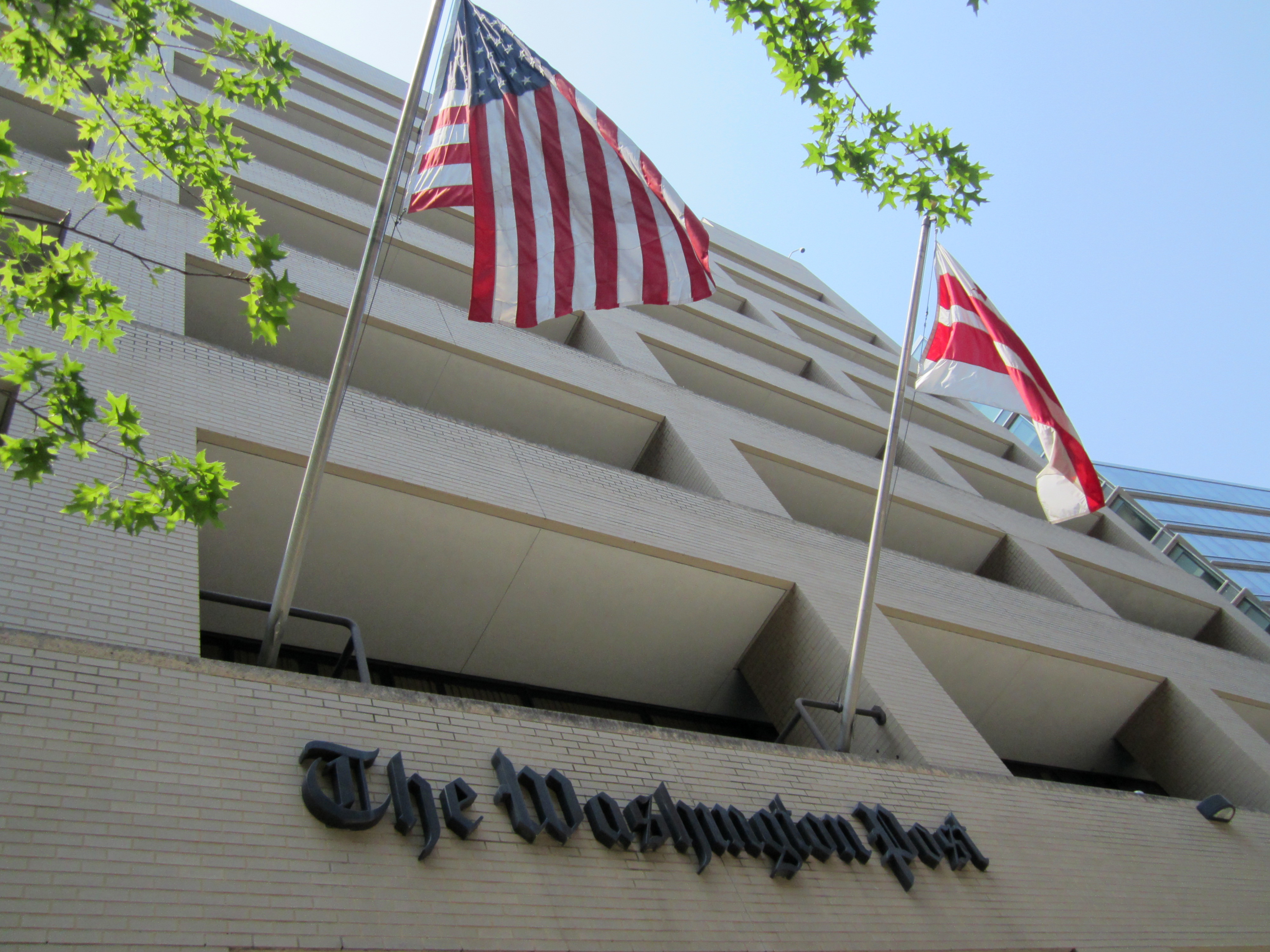
Siège du Washington Post jusqu'en 2013.

Le début des années 1970 voit le quotidien américain[Lequel ?] dévoiler deux affaires considérées[Par qui ?] comme les plus emblématiques du journalisme d'investigation et qui seront illustrées par les films d'Hollywood[réf. nécessaire].
En 1971, sa rédaction publie des extraits des Pentagon Papers, qui dévoilent les mensonges dont le gouvernement américain s’est rendu responsable durant la guerre du Viêt Nam.
En 1972, deux journalistes du Post, Bob Woodward et Carl Bernstein, révèlent le scandale du Watergate. Ce scandale conduit le président Richard Nixon à la démission et entraîne la condamnation de plusieurs de ses collaborateurs. L’article qui a déclenché ce scandale vaudra l’attribution du prix Pulitzer au journal et la célébrité à ses auteurs.

### Allemagne

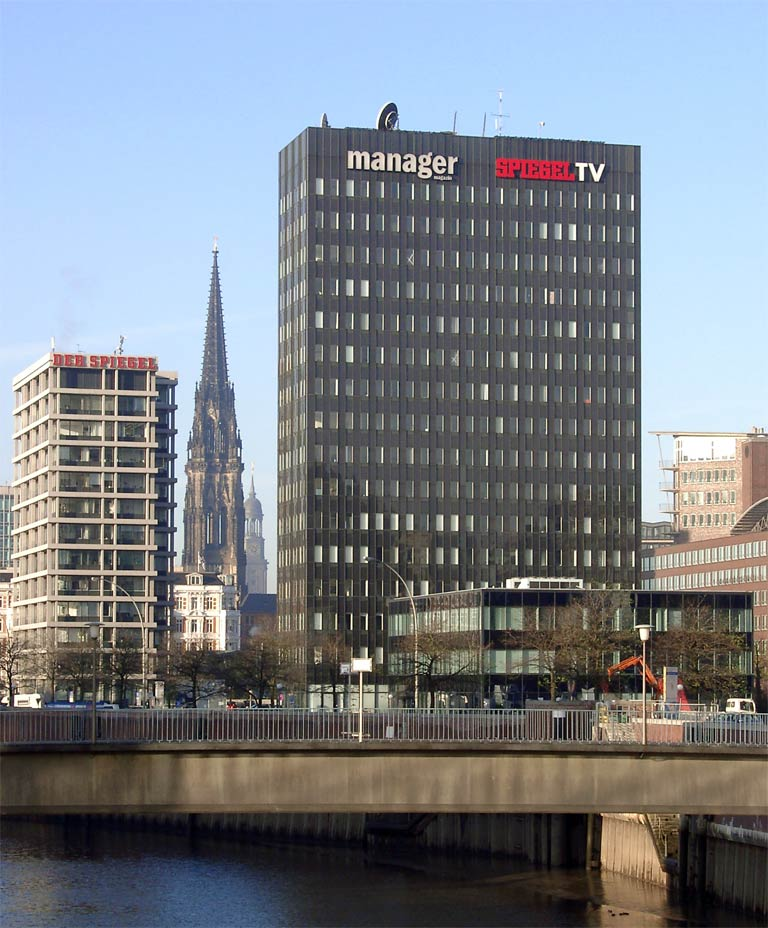
L'ancien siège du magazin Der Spiegel.

En Allemagne, le magazine d'investigation Der Spiegel est créé par Rudolf Augstein en 1946-1947 dans la zone d'occupation britannique en Allemagne à la suite d'un désaccord avec les Britanniques. Au début, sa maquette et sa ligne éditoriale sont conçues sur le modèle des titres américains Time et Newsweek mais dans son contenu il se distingue rapidement par la publication d’enquêtes très fouillées, parfois explosives et il a eu une influence importante sur les magazines français Le Point et L'Express. Augstein cumule alors les fonctions d’éditeur du magazine et de rédacteur en chef qu'il conservera jusqu'à son décès le 7 novembre 2002).
Dès le début des années 1950, à la suite d'une accusation portée par Der Spiegel, le Bundestag (parlement allemand) se voit contraint de lancer une enquête sur la corruption de ses membres lors du choix de Bonn (préféré à Francfort) comme siège du gouvernement fédéral. Le magazine s'auto-qualifie de Sturmgeschütz der Demokratie (« artillerie de la démocratie ») et on le présente aussi comme une « sentinelle de la démocratie » et  comme un bastion de la liberté de la presse, tranchant sur le « Verlautbarungsjournalismus » (« journalisme de communiqués ») qui se contente de reprendre et de commenter les dépêches des agences de presse.
En 1974, Rudolf Augstein restructure le journal et propose aux employés d’en devenir actionnaires. En 1977, le journal publie en couverture une photo d'une jeune fille nue âgée de onze ans — Eva Ionesco, fille de la photographe française Irina Ionesco — pour illustrer un dossier sur le « commerce des lolitas ».
Le Spiegel a connu une croissance de ses ventes très rapide : en 1947, il tire à 15 000 exemplaires. Ce tirage monte à 65 000 en 1948, puis à 437 000 en 1961. Dans les années 1970, il atteint un plateau de 900 000 exemplaires puis la barrière du million de lecteurs est franchie en 1990. Dès la fin siècle, c'est le plus lu (devant Stern) et le plus influent des hebdomadaires d'information en Allemagne.

### France
En France, très peu de supports écrits sont spécialisés dans l'investigation pendant longtemps, essentiellement le Canard Enchaîné et Médiapart et c'est « via les hebdomadaire que l'investigation semble s'être historiquement fait une place dans le champ journalistgique français » avec un développement de l'enquête dans la seconde partie du XXe siècle, à travers en particulier celles, dans L'Express de la figure de Jacques Derogy et ils restent « les supports privilégiés de l'enquête dans l'imaginaire collectif »[réf. nécessaire].

#### Affaire Dreyfus
Le journalisme d'investigation français, dans un premier temps, s'est articulé autour d'un discours construit « en opposition aux pratiques traditionnelles de la presse française ». Ce fut tout particulièrement le cas lors de 'affaire Dreyfus, au tout début du XXe siècle, qui a permis à Bernard Lazare, journaliste de L'Aurore, le quotidien du romancier Emile Zola, de « déployer pour l’une des premières fois en France une forme de journalisme d’investigation », qui a eu pour fonction de « dénoncer les mensonges officiels, en donnant à connaître au public des faits et des documents, cachés, jusque-là, à sa connaissance », selon le sociologue des médias Jean-Marie Charon. Le journaliste nord-américain Mark Hunter, auteur d'une thèse sur le sujet, a estimé que la méthode mise au point par Bernard Lazare a constitué une préfiguration de la démarche type de « l’investigation journalistique » constatée tout au long du siècle.

#### Entre deux-guerres
Les journalistes d’investigation contemporains insistent sur une filiation avec Albert Londres, le plus célèbre reporter français de l'entre-deux-guerres, en particulier connu pour ses enquêtes sur le bagne de Cayenne, à l'orIgine de sa fermeture. Edwy Plenel a dirigé la rédaction du Monde de 1996 à 2004 en rappelant sa formule « Notre métier n’est pas de faire plaisir, non plus de faire du tort, il est de porter la plume dans la plaie ».

#### Après-guerre
Le succès des premiers livres d'investigation de figures du journalisle d’investigation, comme Pierre Péan et Jean Montaldo, les amène ensuite à prendre le virage professionnel de l'édition, en quittant leur rédaction. C'est aussi le cas de Jean Montaldo, considéré par beaucoup comme l'un des vétérans de la presse d'investigation française, il a pour mentor le philosophe et journaliste Jean-François Revel ». Dans les années 1970, il effectue des révélations sur le financement par l'URSS de l'agence de presse fédérant en majorité des journaux proches ou appartenant au PCF, l'Union française de l'information.
Cependant, selon  Bertrand Gobin, qui a lui aussi écrit des livres après avoir effectué des révélations sur la politique sociale et financière de groupe de distribution Auchan, puis fondé sa maison d'édition, l'enquêteur est en général « mieux protégé en tant que journaliste qu'en tant qu'éditeur lambda », ce qui l'a améné à afficher le positionnement journalistique de cette dernière, pour des raisons purement juridiques. Par la suite, dans les hebdomadaires, il y a eu au XXIe siècle un « reflux du travail d'investigation » mais aussi dans les quotidiens plus de journalistes qui cumulent l'écriture de livres pour leur propre compte et la poursuite d'une activité salariés, dans une génération plus souvent issue d'écoles de journalisme.

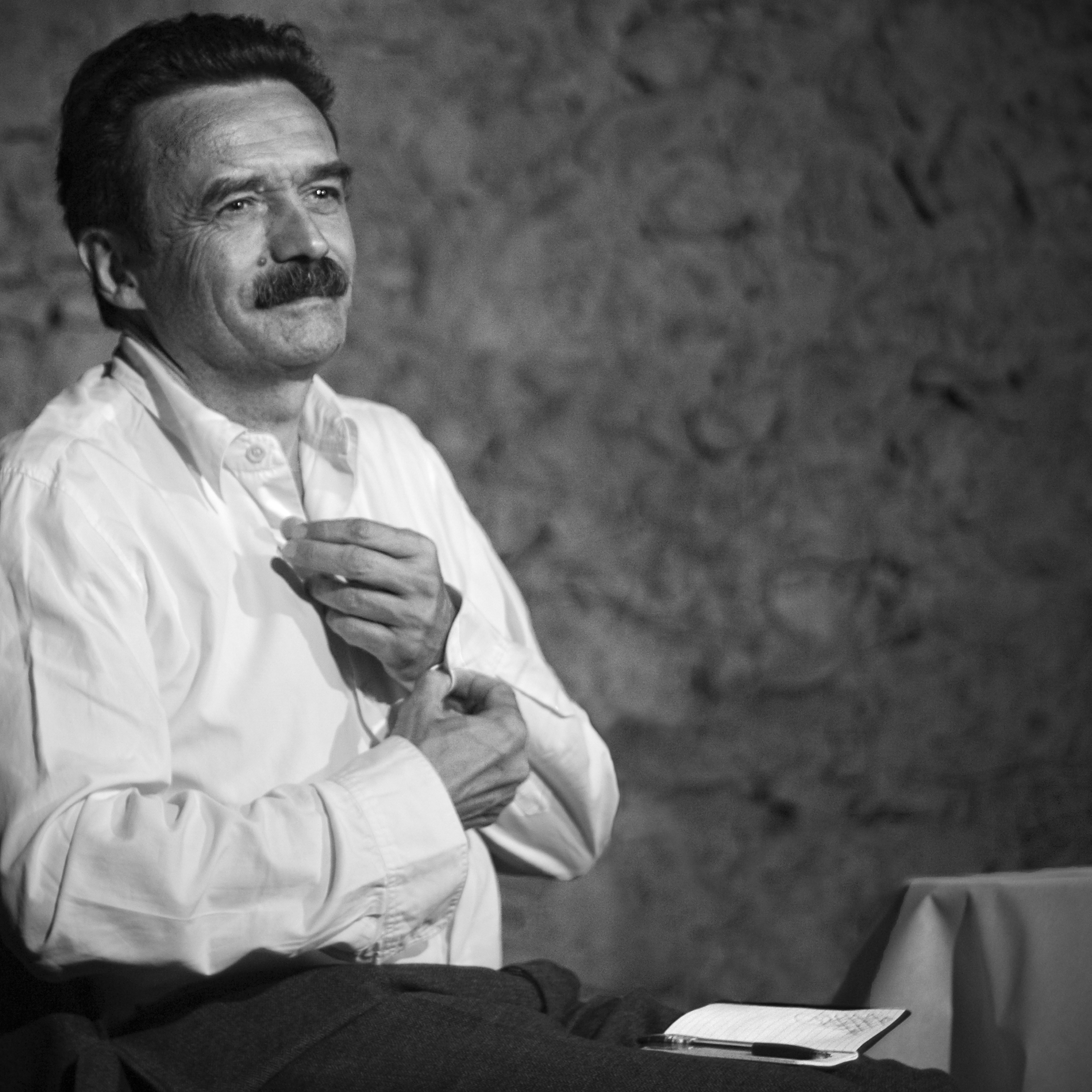
Edwy Plenel a dirigé la rédaction du quotidien Le Monde de 1996 à 2004.

Auteur de livres lui aussi mais en restant salarié, Edwy Plenel est parfois considéré comme un des « pères » du journalisme d'investigation à la française, avec Pierre Péan et Jacques Derogy, de L'Express des années 1960. Il officie à partir des années 1980 dans le quotidien Le Monde , dont il deviendra directeur de la rédaction en 1996. C'est lui qui a révélé en 1982 l'« affaire des Irlandais de Vincennes », une affaire d'Etat où « des gendarmes avaient fabriqué des preuves contre des militants irlandais », mais ses confrères ont fait remarquer que d'autres, Pierre Péan pour L'Evénement du jeudi, et Georges Marion pour Le Canard enchaîné avaient retrouvé à l'époque les mêmes éléments nouveaux, le second journal freinant son enquêteur parce qu'il répugnait à sortir une affaire embarrassant le PS au pouvoir alors que Le Monde souhaitait au contraire s'en démarquer après une série d'articles sur le silences des intellectuels qui avaient reçu un accueil mitigé.
Dans la France des aannées 1990 certaines affaires ne sont alors pas connues d'une partie public malgré leurs révélations, y compris lorsque le livre du journaliste frôle le million d'exemplairs vendus comme ce fut le cas pour Mitterrand et les 40 voleurs du journaliste d'enquête Jean Montaldo, formé à L'Express des années 1970.
Selon, le rédacteur en chef du Canard enchaîné, Claude Angeli, « sans reprise par les confrères, sans réaction de l'opinion publique, une info n'existe pas » et beaucoup de journalistes préfère dans un premier temps attendre de « pouvoir s'abriter derrière une source officielle - politique, justice, AFP - pour oser parler d'une affaire », soulignera plus tard Fabrice Arfi, de Médiapart.
La presse écrite détenait encore le monopole de l'investigation en 2003, selon le sociologue des médias Jean-Marie Charon pour qui l'investigation a fait office de « revanche de la presse écrite d’actualité nationale, face à l’audiovisuel » quand ce dernier a étendu son emprise dans l'information à la fin du XXe siècle. Selon, lui les cellules d’investigation sont toutes en presse écrite, qui y voit une revanche face au succès de l’audiovisuel et un argument de vente indiscutable, le journal  Le Mondeconstatant en novembre 1999 que sa diffusion a bondi de 24 % le jour de la démission de Dominique Strauss-Kahn puis en octobre 2000 que la transcription de la « cassette Méry » lui a valu une progression près d'un tiers.

## XXIe siècle

### Années 2000
Le réseau "Global Investigative Journalism Network" (GIJN) a été lancé en 2001, à Copenhague, sans participation d'aucun journaliste français et c'est seulement en 2011 que Luc Hermann et Paul Moreira y seront les seuls journalistes français. Plus généralement, au début du XIXe siècle, le journalisme d'investigation subit brutalement « quelques années de mou, notamment à la suite des dérapages de l'affaire Baudis-Alègre », en 2003: le maire de Toulouse Dominique Baudis a été  mis en cause de manière infondée au journal de 20 heures de France 2, peu après que David Pujadas y ait annoncé par erreur le retrait d'Alain Juppé de la vie politique. La publication en 2003 de La Face cachée du « Monde » par Pierre Péan et Philippe Cohen, ex-rédacteur en chef de Marianne, met en lumière les relations étroites entre Edwy Plenel et les syndicats de policiers, critiquant un journalisme d'investigation qui amplifie les enquêtes des juges plus qu'il ne les précède. Malgré la progression des ventes de 14% en dix ans, qui en fait le premier quotidien national généraliste, devant Le Figaro avec une diffusion totale (France et étranger) payée de 407 085, le livre est utilisé comme prétexte par un nouvel actionnaire du journal, le milliardaire Arnaud Lagardère, pour obtenir le départ du directeur de la rédaction à l'automne 2005, avec Laurent Mauduit, directeur adjoint, les ventes étant reparties à la baisse. Jean-Marie Colombani, resté directeur du Monde, après avoir décidé avec Alain Minc  de multiples acquisitions, Midi libre, Courrier international, La Vie, Télérama, Prier, La Procure, met alors en avant, fin 2005, un nouveau cap : renoncer « au journalisme d'investigation » pour lui préférer un « journalisme de validation »,,,, qui n'est pas encore de la Vérification des faits, dénoncé par Plenel comme « une triple normalisation, économique, sociale et éditoriale» du quotidien », car les ventes du journal baissent de 2,63 % en 2006, causant une perte de 14,4 millions d'euros, qui atteint 20 millions en 2007, avec 90 postes de journalistes supprimés. Libération supprime lui 76 postes sur 276 en novembre 2006 et en février 2008 Le Figaro annonce 60 à 80 départs volontaires. Nombre de signatures quittent Le Monde, parmi lesquelles Hervé Gattegno, Martine Orange, Stephen Smith, et Fabrice Lhomme. Au même moment, la famille Rothschild entre au capital du quotidien Libération, dans un mouvement global de « rachat des journaux par de grands groupes industriels très proches du pouvoir », qui instaurent « une sorte de capitalisme de connivence », Arnault, Pinault, Dassault, et Bergé-Niel-Pigasse ne voyant pas d’un bon œil les investigations économiques poussées. Globalement, la presse écrite connait alors une concentration. Selon l’historien des médias, Christian Delporte, il existait 175 quotidiens en province en 1947 contre 53  à la fin des années 2000 tandis que le nombre moyen de journaux par département est passé de 3,2 en 1963 (son plus haut niveau) à 1,6 en 2001.
Puis le journalisme d'investigation revient en force dans l'actualité, quand Edwy Plenel, contraint de quitter Le Monde après un livre de Pierre Péan le critiquant, créé en 2008 Médiapart, année où Philippe Cohen publie un autre livre, titré « Notre métier a mal tourné », qui observe que les journaux se contentent de publier les bonnes feuilles des enquêtes de leurs salariés sans prendre de risques de réaliser leurs propres enquêtes et ainsi paient des journalistes pour réaliser des investigations qu'ils ne publient pas, tandis qu'Internet et son flux d’informations gratuites n'a pas permis de compenser le recul des ventes, alors que la publicité est capté par la télévision, qui bénéficie des bonnes audiences d’une émission comme « Cash Investigation » sur France 2.
Médiapart a révélé avec beaucoup de fracas en 2010 l'affaire Woerth-Bettencourt, de financement des campagnes de Nicolas Sarkozy, alors que Le Point, plus discrêt, « a aussi diffusé les enregistrements entre la milliardaire [...] (Liliane Bettencourt) et son majordome » mais en omet les parties mettant en cause le ministre Éric Woerth. Les scandales des fadettes au Monde et ceux appelés « Bettencourt-Karachi-Takieddine » sont aussi révélés à cette époque par Mediapart, mais l'affaire Karachi a « croupi plusieurs mois » sur le site avant de déclencher un séisme de nature judiciaire, avec les poursuites contre Nicolas Sarkozy. Plenel critique alors la presse en général, quand à l'occasion de l'affaire Cahuzac il dénonce « un contre-pouvoir médiatique majoritairement aveugle, au point de relayer les manœuvres communicantes des ennemis de l’information ».
En 2013, l'enquête Offshoreleaks, consacrée à l'évasion fiscale via un système tentaculaire de paradis fiscaux, qui a éclaboussé plus de 120000 sociétés-écran opérant dans près de 170 pays, au bénéfice des présidents d'Azerbaïdjan et du Zimbabwe mais aussi du trésorier de campagne de François Hollande Jean-Jacques Augier, s'est appuyée sur 36 grandes rédactions (The Guardian, Washington Post aux USA, Le Monde en France, El Pais en Espagne et bien d'autres, via l'ICIJ (International consortium of investigative journalists), regroupant 175 journalistes dans plus de 60 pays.

### Années 2010

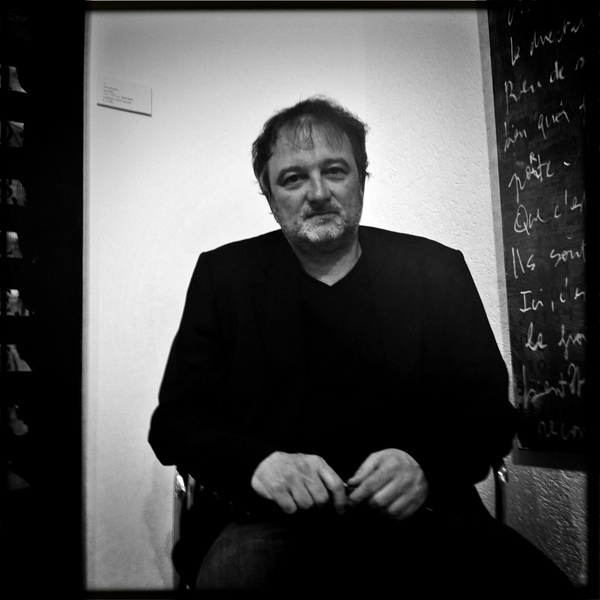
Le journaliste d'investigation Denis Robert en juin 2011 au Grand-Duché de Luxembourg lors du vernissage d'une exposition.

Au début des années 2010, la majorité des « enquêtes »  de L'Express et du Nouvel Observateur sont des synthèses « d'informations déjà existantes » et les articles politiques « plus des analyses que des enquêtes », sans révélation majeure. Christophe Barbier, directeur de la rédaction de L'Express a cependant laissé entrevoir une relance  lors du lancement d'une nouvelle formule le 14 mai 2013 en parlant d'anticiper l'actualité ou de la créer. Par ailleurs, à la télévision, le journalisme d'investigation se heurte à la censure. Ainsi sept enquêtes lancées chez Canal+ n'ont pas pu être diffusées : "Volkswagen, entreprise de tous les scandales", "Le monde selon YouTube", "François Homeland" (une enquête sur le président et les guerres), "Attentats : les dysfonctionnements des services de renseignement", "Les placards dorés de la République" (sur les emplois fictifs dans la haute fonction publique), "La répression made in France" (comment la France exporte des outils de répression, à des régimes pas toujours recommandables), et "Nutella, les tartines de la discorde". Ce schéma tend à se reproduire dans d'autres chaînes: c'est l'exact scénario qui est ensuite à l'œuvre à France Télévisions, où la méthode utilisée est «l’externalisation de la production » et surtout un contrôle à priori, par des réunions en amont où les sujets sont « validés ou non par la direction », permettant aux dirigeants de « disposer d'un verrou, et de tuer dans l'œuf toutes les enquêtes jugées sensibles », ce qui fait du patron de la chaîne en quelque sorte le directeur de la rédaction.
Les années 2010 sont aussi marquées par une "arme de dissuasion" qui grossit, les procès quasiment quotidiens contre des journalistes d'investigation, dans le sillage de la poursuite de « l'acharnement judiciaire de Clearstream contre Denis Robert », qui s'est traduit en tout par une soixantaine de procès. Même les grands journaux sont régulièrement attaqués, tandis que « Bouygues réclame 9 millions d'euros au Canard enchaîné, pour avoir révélé une information judiciaire visant  le chantier du Pentagone à la française ». Cette  "arme de dissuasion" décourage les enquêtes, et épuise physiquement les enquêteurs, même si la Justice, dans ses décisions finales et sa jurisprudence, « va de plus en plus dans le sens d'une protection des journalistes », selon l'avocat Jean-Pierre Mignard. Par ailleurs, la loi Carayon votée après l'élection d'Emmanuel Macron en 2017 sanctionne la violation du secret des affaires, c'est-à-dire la divulgation d'« informations économiques » que les entreprises veulent garder secrètes et augmente ainsi encore l'insécurité juridique du journalisme d'investigation.
En 2013, pendant l'affaire Cahuzac, Jean-Michel Aphatie s'oppose à Edwy Plenel cofondateur de Mediapart, qui accuse alors Jérôme Cahuzac d'avoir un « compte non déclaré en Suisse, de rendre publiques les « preuves » ». Mediapart refuse de divulguer ses sources mais déclare avoir recoupé ses informations.
Le 2 avril, Jérôme Cahuzac avoue avoir bien possédé ce compte non déclaré, confirmant les accusations de Mediapart. Jean-Michel Aphatie est moqué dès le lendemain par Les Guignols de l'info dans Le Grand Journal, sur les réseaux sociaux. Selon le quotidien Le Monde, Jean-Michel Aphatie serait devenu sur les réseaux sociaux « le symbole conspué d'un journalisme « assis », au mieux inoffensif et inutile, au pire complice des pouvoirs ».

### Les thèses de Pierre Péan et Mark Hunter
Après les critiques subies lors de l'affaire Woerth-Bettencourt et celle tournant un peu avant autour de Guillaume Dasquié, les thèses de Pierre Péan et Mark Hunter ont marqué des points au sein du monde de l'investigation. La publication en 2007 des archives de la DGSE sur Ben Laden par Le Monde avait provoqué des investigations judiciaires sur Guillaume Dasquié, auteur de l'article, devenu ensuite directeur de la rédaction d'Owni. Il avait en particulier ouvert un compte en Suisse alimenté par la vente de documents confidentiels et dans la foulée été soupçonné d'avoir voulu vendre pour 150000 euros ces documents aux avocats des familles des victimes de attentats du 11 septembre 2001.
Dès 1997, à l'occasion d'un projet soutenu par l'Unesco, Mark Lee Hunter, professeur et chercheur à l'INSEAD Social Innovation, avait le premier souhaité  comparer le journalisme d'investigation et le journalisme conventionnel, dans la relation aux sources et aux résultats trouvés, en rédigeant avec d'autres co-auteurs un manuel décrivant la méthode  de « l'enquête par hypothèse », pour souligner « qu'une histoire n'est qu'une hypothèse, jusqu'à ce qu'elle ait été vérifiée ». La notion d'hypothèse, qui suggère un travail personnel à long terme, recoupe celle de journalisme d'initiative, développée par l'écrivain Pierre Péan pour s'opposer à celle de journalisme de « PV », consistant à publier le procès-verbal d'audition qu'un juge, un policier ou un avocat donne au journaliste pour faire avancer sa cause à un moment important d'une affaire judiciaire ou d'une autre. « C'est un journalisme de réécriture. Moi, je fais du journalisme d'initiative : je choisis mon sujet et ne me mets pas à la remorque des juges », a expliqué Pierre Péan.
L'enquête en France « n’est pas assez enseignée », même si certaines écoles  font appel à des « professionnels chevronnés » pour des séminaires spécialisés, regrette Mark Lee Hunter car « en Grande-Bretagne et aux États-Unis, plusieurs écoles proposent des programmes de journalisme
d’investigation diplômants. Les manuels d'investigation sont aussi très rares, le milieu français souvent divisé et les personnalités rivales. Aux États-Unis, s'est au contraire créé très tôt l'Investigative Reporter Editors (IRE), regroupement d'enquêteurs, dont il n'existait pas d'équivalent en France, même si les enquêteurs travaillent aussi parfois en « pool » face aux menaces pour leur sécurité, ou en tandem au sein d'un même journal, ce qui « permet de se contrôler mutuellement », « de se prémunir contre les décisions hâtives ou les obsessions », selon deux d'entre eux, le duo Fabrice Lhomme-Gérard Davet, du Monde, et Fabrice Arfi-Karl Laske, de Mediapart. Mark Hunter, dans son livre Le Journalisme d’investigation, publié en 1997, citait déjà cette définitio de l'Investigative Reporter Editors(IRE): « Le reporter ne peut pas simplement transmettre les résultats d’une enquête faite par quelqu’un d’autre, mais doit découvrir lui-même des informations que certaines personnes tentent de cacher au public ». C'est seulement à cette condition qu'il devient digne du nom d’investigateur, selon IRE.

### Réflexions sur l'avenir
L'édition numérique est au cœur des réflexions sur l'avenir du journalisme d'investigation, qui envisage de publier une partie des enquêtes sur internet et l'autre sur papier. Selon le journaliste d'investigation indépendant Bertrand Gobin, « internet permet d'entretenir le rythme du feuilleton, le journal un peu moins ».
Pour Pierre Péan, Internet pouvant attirer de plus en plus de journalistes d'investigation, la profession peut imaginer à l'avenir des livres d'investigations "rapides", par exemple écrits en 3 semaines seulement, de 60 à 80 pages pas plus.
En 2019, le Prix Pulitzer a annoncé la création d'une nouvelle catégorie : Reportage audio (Audio Reporting) pour récompenser les podcasts d'investigation. Le Prix Pulitzer du reportage d'investigation (Investigative Reporting) a été décerné en
2020 à Gaëlle Borgia pour son reportage pour The New York Times.
En 2021, il est allé à Megha Rajagopalan, pour son enquête sur les camps de rééducation des Ouïghours en Chine pour BuzzFeed.